# Konstantin Fieoktistow
Konstantin Pietrowicz Fieoktistow, ros. Константин Петрович Феоктистов (ur. 7 lutego 1926 w Woroneżu, zm. 21 listopada 2009 w Moskwie) – radziecki kosmonauta, Lotnik Kosmonauta ZSRR, Bohater Związku Radzieckiego.
Był pierwszym radzieckim cywilem w przestrzeni kosmicznej, a także pierwszym i jedynym w historii ZSRR kosmonautą bezpartyjnym.

## Życiorys
Podczas II wojny światowej na ochotnika przyłączył się do oddziału rozpoznawczego podlegającego pod Front Woroneski. W 1942 roku został poważnie ranny. Za zasługi bojowe został odznaczony dwoma Orderami Wojny Ojczyźnianej I klasy (1965 i 11 marca 1985). W 1943 zdał egzamin do Wyższej Szkoły Technicznej im. Baumana w Moskwie. Konstantin Fieoktistow był naukowcem, w 1949 roku ukończył studia i następnie pracował w różnych instytutach; placówkach naukowo-badawczych, uczestnicząc w projektowaniu radzieckich statków kosmicznych.
W 1955 roku otrzymał stopień kandydata nauk technicznych, a po odbyciu lotu w kosmos w 1964 roku tytuł doktora nauk technicznych.
W oddziale kosmonautów od 11 czerwca 1964 roku do 28 października 1987 roku. Zanim został kosmonautą pracował w biurze projektowym pod kierownictwem Siergieja Korolowa.
W przestrzeń kosmiczną udał się tylko raz, tworząc załogę pierwszego wieloosobowego lotu kosmicznego na pokładzie wielomiejscowego statku kosmicznego Woschod 1. Miało to miejsce w dniach 12–13 października 1964 roku. Dowódcą misji był Władimir Komarow. W jej skład wchodził również lekarz Boris Jegorow. Podczas lotu kosmonauci po raz pierwszy nie mieli na sobie skafandrów. Wyprawa trwała 24 godziny 17 minut i 3 sekundy.
16 lat później w 1980 roku miał szansę polecieć w kosmos po raz drugi w składzie załogi statku kosmicznego Sojuz T-3, ale ostatecznie został zastąpiony przez Giennadija Striekałowa.
Otrzymał m.in. Nagrodę Leninowską (1966), Nagrodę Państwową ZSRR (5 grudnia 1976), Order Lenina (19 października 1964), dwa Ordery Czerwonego Sztandaru Pracy (1957 i 17 czerwca 1961), Order „Znak Honoru” (1974) i Medal „Za rozwój dziewiczych ziem” (13 października 1964). Miał honorowe obywatelstwo Kaługi (1964).
Stowarzyszenie Uczestników Lotów Kosmicznych (Association of Space Explorers) przyznało mu pośmiertnie Universal Astronaut Insignia za lot orbitalny (nr 12).